# Ana Triviño
Ana Mireya Triviño Cisneros (Guayaquil, 1959) es una política ecuatoriana que ocupó el cargo como la primera prefecta de la provincia de Santa Elena de 2008 a 2009.

## Trayectoria
Reside en la ciudad de Salinas desde 1992, donde ejerce labores relacionadas con el turismo. Sirvió como jefe político de Salinas en el régimen de Alfredo Palacio y fue avalado por el gobierno de Rafael Correa. Fue nombrada gobernadora de la provincia de Santa Elena por el periodo 2007 - 2008.
En las elecciones seccionales de 2008 fue elegida prefecta provincial de Santa Elena auspiciada por el movimiento Alianza País, obteniendo un 52,60 por ciento de los votos.